# Miroslav Wlachovský
Miroslav Wlachovský (ur. 3 lutego 1970 w Bratysławie) – słowacki dyplomata i urzędnik państwowy, ambasador w Wielkiej Brytanii oraz Danii, w 2023 minister spraw zagranicznych i europejskich.

## Życiorys
Absolwent Uniwersytetu Komeńskiego w Bratysławie, na którym w 1994 uzyskał magisterium z filozofii i socjologii. Był redaktorem naczelnym czasopisma „Medzinárodné otázky” wydawanego przez instytut badawczy SIMŠ oraz dyrektorem ośrodka badawczego SFPA. Od 1998 związany z resortem spraw zagranicznych, w którym objął stanowisko dyrektora departamentu analiz i planowania. Od 2001 do 2003 pełnił funkcję doradcy premiera Mikuláša Dzurindy. Później pracował w ambasadzie w Waszyngtonie oraz w stałym przedstawicielstwie przy organizacjach międzynarodowych w Wiedniu.
Pełnił funkcję ambasadora Słowacji w Wielkiej Brytanii (2011–2015) oraz w Danii (2018–2022). W międzyczasie był doradcą ministra Miroslava Lajčáka oraz dyrektorem departamentu komunikacji strategicznej w ministerstwie. W 2022 został doradcą premiera Eduarda Hegera. W maju 2023 powołany na urząd ministra spraw zagranicznych i europejskich w technicznym rządzie Ľudovíta Ódora. Funkcję tę pełnił do października tego samego roku.